# Sarah Lennox

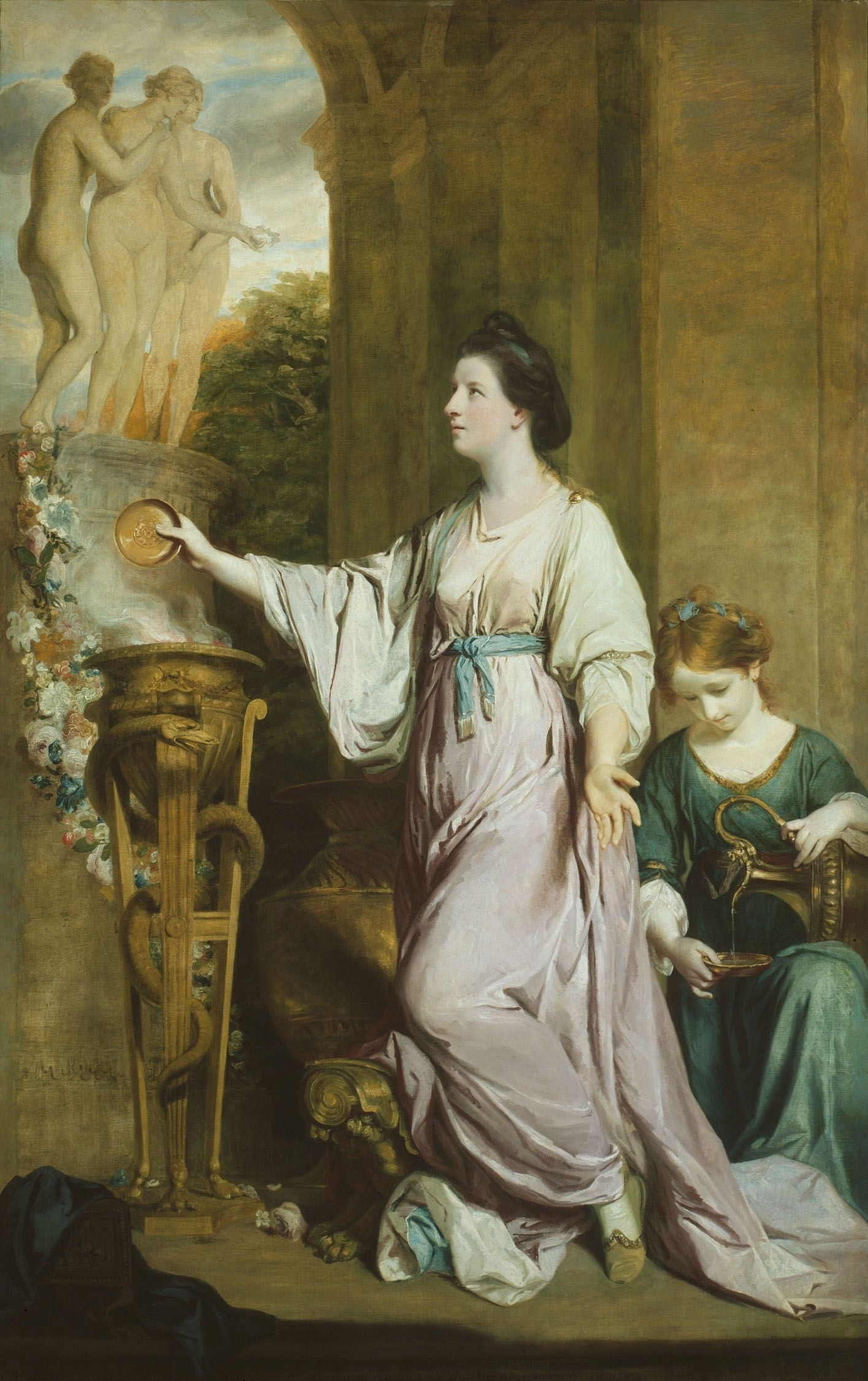
Sarah Lennox

Lady Sarah Lennox (14 de febrero de 1745 - agosto de 1826), hija de Carlos Lennox, segundo Duque de Richmond. Fue la más destacada de las famosas hermanas Lennox, Carolina, Emilia, Luisa, Cecilia y por supuesto Sarah.

## Primeros años de vida
Después de la muerte de sus padres, cuando tenía cinco años, se crio con su hermana mayor,
Emily FitzGerald, Duquesa de Leinster, en Irlanda. Sarah regresó a Londres y residió en la casa de su hermana Caroline Fox. Llamó la atención del príncipe de Gales, el futuro rey Jorge III del Reino Unido.

## ¿Posible reina de Gran Bretaña?
Jorge III se enamoró de ella, su familia al enterarse del enamoramiento, hizo planes para que ella fuera la Reina de Inglaterra. La princesa Augusta, madre de Jorge, decidió disuadir a su hijo para que se casara con una mujer alemana, ya que las reinas anteriores, sus antecesoras, habían sido alemanas, incluso ella misma y lo hizo por medio de su amante Lord Bute.

## Matrimonio e hijos
Sarah estaba enamorada de Lord Newbattle, nieto de William Kerr, 3.er. Marqués de Lothian. Aunque su familia fue capaz de convencerla para que rompiera su "relación" con Newbattle. Jorge III que sentía una profunda amistad y admiración por Lord Bute, desde la muerte de su padre y siempre obedecía sus consejos, ya que lo consideraba lo más parecido a un padre, decidió casarse con Carlota de Mecklemburgo-Strelitz.
Sarah acudió a la boda real, como una de las diez damas de honor de Carlota. Podría decirse que aceptó la invitación a la boda para que nadie creyera que se sentía despechada, después de romper su relación con quién realmente amaba, finalmente rechazada por el rey. Sarah le dijo a su amiga Susan Fox-Strangways, hija del conde de Ilchester, "... afortunadamente no le amaba y tampoco me importaba mucho el título".
Sarah rechazó la propuesta de matrimonio de James Hay, el 15.º Conde de Erroll. Se casó finalmente con Charles Bunbury, hijo de Sir William Bunbury, el 2 de junio de 1762. En un corto período su matrimonio fue un fracaso y Sarah, que cometió adulterio y le encantaban los juegos de azar, se ganó una mala reputación.
Dejó a su marido en febrero de 1769 y después del nacimiento de su hija Louisa Bunbury, se fugó con otro hombre. Bunbury pidió el divorcio por razones de adulterio y finalmente le fue concedido en 1776, aunque fue condenado por toda la sociedad por ello.
Finalmente ella encontró la felicidad con un oficial del ejército, George Napier. Sarah Lennox y George Napier se casaron el 27 de agosto de 1781 y tuvieron ocho hijos. Falleció
en agosto de 1826.